# Championnat d'Asie du Sud-Est de football 2008
Navigation
Édition précédente Édition suivante
L'AFF Suzuki Cup 2008 est une compétition internationale de football, la 7e édition du Championnat d'Asie du Sud-Est de football, championnat regroupant les équipes nationales de l'ASEAN (Association des Nations de l'Asie du Sud-Est), inauguré en 1996. Autrefois appelée Tiger Cup (Coupe du Tigre) lors des premières éditions, la Coupe a changé de nom depuis 2008 car elle est désormais sponsorisée par l'entreprise japonaise Suzuki.
Elle s'est déroulée du 5 décembre 2012 au 28 décembre 2012 en Indonésie et en Thaïlande pour la phase finale.

## Stades
| Bandung                     | Bangkok                 | Hanoï                   |
| --------------------------- | ----------------------- | ----------------------- |
| Stade Jalak Harupat Soreang | Stade Rajamangala       | Stade national My Dinh  |
| Capacité: 40 000 places     | Capacité: 49 722 places | Capacité: 40 192 places |
|                             |                         |                         |
| Jakarta                     | Phuket                  | Singapour               |
| Stade Gelora Bung Karno     | Stade Surakul           | Stade national          |
| Capacité: 88 083 places     | Capacité: 15 000 places | Capacité: 55 000 places |
|                             |                         |                         |

## Tour préliminaire
Le tour préliminaire de qualification s'est déroulé du 17 au 28 octobre 2008 au Stade olympique de Phnom Penh, capitale et plus grande ville du Cambodge. Il a opposé les 5 nations les plus mal classées de l'ASEAN : le  Cambodge, le  Laos, les  Philippines, le  Brunei et le  Timor oriental.
| Rang | Équipe         | Pts | J | G | N | P | Bp | Bc | Diff |  | Résultats (▼ dom., ► ext.) |     |     |     |     |     |
| ---- | -------------- | --- | - | - | - | - | -- | -- | ---- |  | -------------------------- | --- | --- | --- | --- | --- |
| 1    | Laos           | 9   | 4 | 3 | 0 | 1 | 9  | 7  | +2   |  | Laos                       |     |     |     | 3-2 | 2-1 |
| 2    | Cambodge       | 7   | 4 | 2 | 1 | 1 | 9  | 8  | +1   |  | Cambodge                   | 3-2 |     |     |     | 2-2 |
| 3    | Philippines    | 7   | 4 | 2 | 1 | 1 | 6  | 5  | +1   |  | Philippines                | 1-2 | 3-2 |     |     |     |
| 4    | Brunei         | 4   | 4 | 1 | 1 | 2 | 8  | 7  | +1   |  | Brunei                     |     | 1-2 | 1-1 |     |     |
| 5    | Timor oriental | 1   | 4 | 0 | 1 | 3 | 4  | 9  | -5   |  | Timor oriental             |     |     | 0-1 | 1-4 |     |

## Phase finale
La phase finale regroupe 8 équipes. Les deux pays hôtes sont automatiquement qualifiés, ainsi que les 4 autres équipes les mieux classées dans les compétitions précédentes. Deux autres équipes sont qualifiées via le tour préliminaire.
La phase de groupe se déroule en Indonésie et en Thaïlande du 5 au 9 décembre pour le groupe A, du 6 au 10 décembre pour le groupe B. Les demi-finales et la finale sont jouées en match aller-retour à domicile et à l'extérieur. Les demi-finales auront lieu les 16 et 17 décembre pour les matchs aller, les 20 et 21 décembre pour les matchs retour. La finale aura lieu les 24 et 28 décembre.

### Participants
Les deux pays hôtes sont automatiquement qualifiés pour la phase finale
- Thaïlande
- Indonésie

Quatre autres pays sont qualifiés automatiquement pour la phase finale grâce à leurs résultats dans les compétitions précédentes
- Viêt Nam
- Malaisie
- Singapour
- Birmanie

Deux pays se sont qualifiés via le tour préliminaire
- Cambodge
- Laos

### Phase de groupes

#### Groupe A
Les matchs ont lieu au stade Gelora Bung Karno de Jakarta et au stade Jalak Harupat de Bandung du 5 décembre au 9 décembre 2009.
| Rang | Équipe    | Pts | J | G | N | P | Bp | Bc | Diff |  | Résultats (▼ dom., ► ext.) |     |     |     |     |
| ---- | --------- | --- | - | - | - | - | -- | -- | ---- |  | -------------------------- | --- | --- | --- | --- |
| 1    | Singapour | 9   | 3 | 3 | 0 | 0 | 10 | 1  | +9   |  | Singapour                  |     |     | 3-1 | 5-0 |
| 2    | Indonésie | 6   | 3 | 2 | 0 | 1 | 7  | 2  | +5   |  | Indonésie                  | 0-2 |     | 3-0 |     |
| 3    | Birmanie  | 3   | 3 | 1 | 0 | 2 | 4  | 8  | -4   |  | Birmanie                   |     |     |     | 3-2 |
| 4    | Cambodge  | 0   | 3 | 0 | 0 | 3 | 2  | 12 | -10  |  | Cambodge                   |     | 0-4 |     |     |

| 5 décembre 2008 | Singapour                                           | 5 – 0   | Cambodge | Stade Gelora Bung Karno, Jakarta                |                                                 |
| 17:00 UTC+7     | Casmir 44e 73e · Mustafić 61e · Daud 71e · Shah 89e | (1 - 0) |          | Spectateurs : 18 000 Arbitrage : Chaiya Mahapab | Spectateurs : 18 000 Arbitrage : Chaiya Mahapab |

| 5 décembre 2012 | Indonésie                                 | 3 – 0   | Birmanie | Stade Gelora Bung Karno, Jakarta                       |                                                        |
| 19:30 UTC+7     | Sudarsono 24e · Utina 28e · Pamungkas 64e | (2 - 0) |          | Spectateurs : 40 000 Arbitrage : Ramachandran Krishnan | Spectateurs : 40 000 Arbitrage : Ramachandran Krishnan |

| 7 décembre 2008 | Singapour                 | 3 – 1   | Birmanie | Stade Gelora Bung Karno, Jakarta                 |                                                  |
| 17:00 UTC+7     | Shah 1re · Casmir 16e 74e | (2 - 1) | 28e Tun  | Spectateurs : 21 000 Arbitrage : Phung Dinh Dung | Spectateurs : 21 000 Arbitrage : Phung Dinh Dung |

| 7 décembre 2008 | Cambodge | 0 – 4   | Indonésie                             | Stade Gelora Bung Karno, Jakarta                         |                                                          |
| 19:30 UTC+7     |          | (0 - 1) | 15e 54e 70e Sudarsono · 76e Pamungkas | Spectateurs : 30 000 Arbitrage : Mohd Nafeez Abdul Wahab | Spectateurs : 30 000 Arbitrage : Mohd Nafeez Abdul Wahab |

| 9 décembre 2008 | Birmanie                      | 3 – 2   | Cambodge                   | Stade Jalak Harupat, Bandung |                            |
| 19:30 UTC+7     | Win 29e · Thein 35e · Tun 85e | (2 - 1) | Sokumpheak 40e · Borey 77e | Arbitrage : Allan Martinez   | Arbitrage : Allan Martinez |

| 9 décembre 2008 | Indonésie | 0 – 2   | Singapour              | Stade Gelora Bung Karno, Jakarta                       |                                                        |
| 19:30 UTC+7     |           | (0 - 1) | 3e Khaizan · 50e Jiayi | Spectateurs : 50 000 Arbitrage : Ramachandran Krishnan | Spectateurs : 50 000 Arbitrage : Ramachandran Krishnan |

#### Groupe B
Les matchs ont lieu au stade Surakul de Phuket du 6 décembre au 10 décembre 2008.
| Rang | Équipe    | Pts | J | G | N | P | Bp | Bc | Diff |  | Résultats (▼ dom., ► ext.) |     |     |     |     |
| ---- | --------- | --- | - | - | - | - | -- | -- | ---- |  | -------------------------- | --- | --- | --- | --- |
| 1    | Thaïlande | 9   | 3 | 3 | 0 | 0 | 11 | 0  | +11  |  | Thaïlande                  |     | 2-0 | 3-0 |     |
| 2    | Viêt Nam  | 6   | 3 | 2 | 0 | 1 | 7  | 4  | +3   |  | Viêt Nam                   |     |     |     | 4-0 |
| 3    | Malaisie  | 3   | 3 | 1 | 0 | 2 | 5  | 6  | -1   |  | Malaisie                   |     | 2-3 |     | 3-0 |
| 4    | Laos      | 0   | 3 | 0 | 0 | 3 | 0  | 13 | -13  |  | Laos                       | 0-6 |     |     |     |

| 6 décembre 2008 | Malaisie                  | 3 – 0   | Laos | Stade Surakul, Phuket                         |                                               |
| 17:00 UTC+7     | Safee 68e 87e · Putra 73e | (0 - 0) |      | Spectateurs : 5 000 Arbitrage : Midi Setiyono | Spectateurs : 5 000 Arbitrage : Midi Setiyono |

| 6 décembre 2008 | Thaïlande                    | 2 – 0   | Viêt Nam | Stade Surakul, Phuket                               |                                                     |
| 19:30 UTC+7     | Suksomkit 34e · Nutnum 45+4e | (2 - 0) |          | Spectateurs : 20 000 Arbitrage : Malik Abdul Bashir | Spectateurs : 20 000 Arbitrage : Malik Abdul Bashir |

| 8 décembre 2008 | Malaisie      | 2 – 3   | Viêt Nam                  | Stade Surakul, Phuket           |                                 |
| 17:00 UTC+7     | Putra 20e 85e | (1 - 1) | 17e Phạm · 73e 88e Nguyễn | Arbitrage : Pandian Palaniyandi | Arbitrage : Pandian Palaniyandi |

| 8 décembre 2008 | Laos | 0 – 6   | Thaïlande                                                             | Stade Surakul, Phuket                            |                                                  |
| 19:30 UTC+7     |      | (0 - 3) | 19e Rangsiyo · 30e Phetphun · 40e 52e Sunthornpit · 79e 89e Sangsanoi | Spectateurs : 10 000 Arbitrage : Mohamed Hadimin | Spectateurs : 10 000 Arbitrage : Mohamed Hadimin |

| 10 décembre 2008 | Thaïlande                      | 3 – 0   | Malaisie | Stade Surakul, Phuket                               |                                                     |
| 17:00 UTC+7      | Suksomkit 23e · Dangda 46e 76e | (1 - 0) |          | Spectateurs : 15 000 Arbitrage : Malik Abdul Bashir | Spectateurs : 15 000 Arbitrage : Malik Abdul Bashir |

| 10 décembre 2008 | Viêt Nam                                     | 4 – 0   | Laos | Stade Surakul, Phuket   |                         |
| 19:30 UTC+7      | Nguyễn 49e · Phạm 63e · Huỳnh 66e · Phan 81e | (0 - 0) |      | Arbitrage : Sgt Win Cho | Arbitrage : Sgt Win Cho |

### Phase à élimination directe
|  | Demi-finales           | Demi-finales           | Demi-finales           | Demi-finales           |           |           | Finale                 | Finale                 | Finale                 | Finale                 |
|  |                        |                        |                        |                        |           |           |                        |                        |                        |                        |
|  | 16 et 20 décembre 2008 | 16 et 20 décembre 2008 | 16 et 20 décembre 2008 | 16 et 20 décembre 2008 |           |           | 24 et 28 décembre 2012 | 24 et 28 décembre 2012 | 24 et 28 décembre 2012 | 24 et 28 décembre 2012 |
|  | Thaïlande              | Thaïlande              | 1                      | 2                      |           |           | 24 et 28 décembre 2012 | 24 et 28 décembre 2012 | 24 et 28 décembre 2012 | 24 et 28 décembre 2012 |
|  | Thaïlande              | Thaïlande              | 1                      | 2                      |           |           | 24 et 28 décembre 2012 | 24 et 28 décembre 2012 | 24 et 28 décembre 2012 | 24 et 28 décembre 2012 |
|  | Indonésie              | Indonésie              | 0                      | 1                      |           |           | 24 et 28 décembre 2012 | 24 et 28 décembre 2012 | 24 et 28 décembre 2012 | 24 et 28 décembre 2012 |
|  | Indonésie              | Indonésie              | 0                      | 1                      | Thaïlande | Thaïlande | 1                      | 1                      |                        |                        |
|  | 17 et 21 décembre 2008 |                        |                        |                        | Thaïlande | Thaïlande | 1                      | 1                      |                        |                        |
|  |                        |                        | Viêt Nam               | Viêt Nam               | 2         | 1         |                        |                        |                        |                        |
|  | Singapour              | Singapour              | Viêt Nam               | Viêt Nam               | 2         | 1         | 0                      | 0                      |                        |                        |
|  | Singapour              | Singapour              |                        |                        |           |           |                        | 0                      |                        |                        |
|  | Viêt Nam               | Viêt Nam               | 0                      | 1                      |           |           |                        |                        |                        |                        |
|  | Viêt Nam               | Viêt Nam               | 0                      | 1                      |           |           |                        |                        |                        |                        |

#### Demi-finales
| 16 décembre 2008 | Indonésie | 0 – 1   | Thaïlande | Stade Gelora Bung Karno, Jakarta             |                                              |
| 19:00 UTC+7      |           | (0 - 1) | 6e Dangda | Spectateurs : 70 000 Arbitrage : Võ Minh Trí | Spectateurs : 70 000 Arbitrage : Võ Minh Trí |

| 17 décembre 2008 | Viêt Nam | 0 – 0   | Singapour | Stade national My Dinh, Hanoï                          |                                                        |
| 19:00 UTC+7      |          | (0 - 0) |           | Spectateurs : 40 000 Arbitrage : Ramachandran Krishnan | Spectateurs : 40 000 Arbitrage : Ramachandran Krishnan |

| 20 décembre 2008 | Thaïlande                   | 2 – 1   | Indonésie  | Stade Rajamangala, Bangkok                       |                                                  |
| 19:00 UTC+7      | Winothai 73e · Rangsiyo 89e | (0 - 1) | 9e Arianto | Spectateurs : 40 000 Arbitrage : Mohamed Hadimin | Spectateurs : 40 000 Arbitrage : Mohamed Hadimin |

| 21 décembre 2008 | Singapour | 0 – 1   | Viêt Nam   | Stade national, Singapour                               |                                                         |
| 20:00 UTC+8      |           | (0 - 0) | 74e Nguyễn | Spectateurs : 55 000 Arbitrage : Subkhiddin Mohd Salleh | Spectateurs : 55 000 Arbitrage : Subkhiddin Mohd Salleh |

#### Finale
| 24 décembre 2008 | Thaïlande    | 1 – 2   | Viêt Nam            | Stade Rajamangala, Bangkok                             |                                                        |
| 19:00 UTC+7      | Rangsiyo 75e | (0 - 2) | 40e Nguyễn · 42e Lê | Spectateurs : 50 000 Arbitrage : Ramachandran Krishnan | Spectateurs : 50 000 Arbitrage : Ramachandran Krishnan |

| 28 décembre 2008 | Viêt Nam | 1 – 1   | Thaïlande  | Stade national My Dinh, Hanoï                       |                                                     |
| 19:00 UTC+7      | Lê 90+4e | (0 - 1) | 21e Dangda | Spectateurs : 40 000 Arbitrage : Malik Abdul Bashir | Spectateurs : 40 000 Arbitrage : Malik Abdul Bashir |

| Vainqueur de l'AFF Suzuki Cup 2008: Viêt Nam Premier titre |

## Classement des buteurs
4 buts
- Agu Casmir
- Teerasil Dangda
- Budi Sudarsono

3 buts
- Indra Putra Mahayuddin
- Ronnachai Rangsiyo
- Nguyễn Vũ Phong